# Grand Muveran
Il Grand Muveran (3.051 m s.l.m.) è una montagna delle Alpi Bernesi (sottosezione Alpi di Vaud).

## Descrizione
Il Grand Muveran si trova a cavallo tra il Canton Vaud ed il Canton Vallese. Fa parte di una catena nell'ambito delle Alpi bernesi e si estende dai Dents de Morcles al massiccio dei Diablerets.

Il Petit Muveran si trova un po' più a sud e culmina a 2.810 m Le due vette sono facilmente riconoscibile da nord; infatti il Grand Muveran forma una parete larga e massiccia ed il Petit Muveran assomiglia ad un piccolo dente.
Le due montagne sono visibili sia da lontano, dal Chablais e dalla regione di Losanna, che da più vicino dalla località di Villars-sur-Ollon.

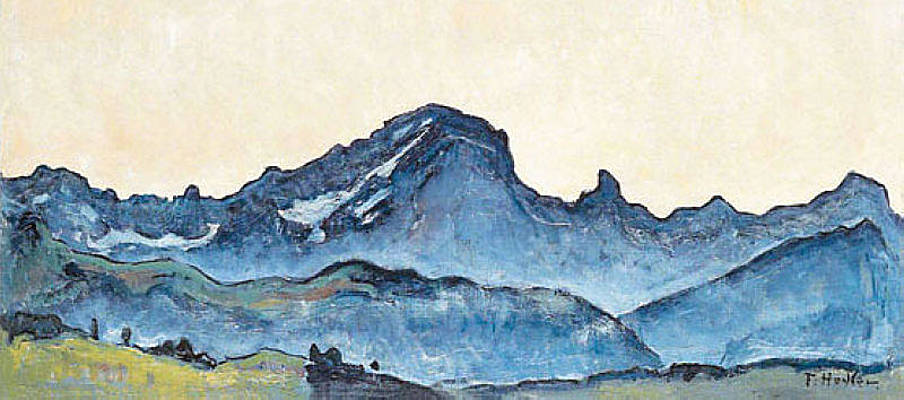
Ferdinand Hodler
Le Grand Muveran, (1912).

Il Grand Muveran è stato il soggetto di alcuni dipinti di Ferdinand Hodler che soggiornò proprio a Villars; uno di questi, datato 1912, è stato venduto per più di un milione e mezzo di franchi svizzeri nel 2003.